# Katrina Hanse-Himarwa
Katrina Hanse-Himarwa, née le 22 janvier 1967 à Hoachanas (Sud-Ouest africain) et morte le 14 juillet 2024 à Windhoek (Namibie), est une femme politique namibienne. Elle est membre de la SWAPO et ministre de l'Éducation, des Arts et de la Culture.

## Biographie
Née en 1967, Katrina Hanse-Himarwa est enseignante de profession, titulaire d'un diplôme d'enseignant en éducation de base (Basic Education Teacher's Diploma - BETD) depuis 1995 et d'un baccalauréat en techniques de gestion de l'éducation depuis 1999. Elle travaille comme enseignante et directrice d'école depuis 1987. Après avoir remporté la circonscription de Mariental Rural aux élections locales de 2004 pour le parti SWAPO, elle est nommée gouverneur de la région de Hardap, un poste qu'elle occupe jusqu'en 2015.
Après les élections générales namibiennes de 2014, qui portent à la présidence Hage Geingob, en novembre 2014, elle est nommée ministre de l'Éducation, des Arts et de la Culture le 19 mars 2015,. En 2018, elle conduit une délégation namibienne qui se voit remettre à Berlin, par le gouvernement allemand, des ossements de membres de populations Herero et Nama exterminés durant la période coloniale, dans les années 1900. Elle rappelle à cette occasion, le 27 août 2018, lors d'une conférence de presse, tenue avec Michelle Müntefering (en), secrétaire d’État pour la politique culturelle internationale au ministère des Affaires étrangères allemand, que « des réparations, une reconnaissance et des excuses » sur ce qui est considéré par la Namibie comme un génocide de populations Herero et Nama sont les conditions d’une normalisation des relations diplomatiques entre l’Allemagne et la Namibie. L'Allemagne reconnaît ses responsabilités dans des massacres, durant son passé colonial en Afrique australe, mais refuse officiellement de parler de génocide, et de s'excuser,. Pour Michelle Müntefering, l'Allemagne a encore fort à faire pour assumer les différents aspects de son passé colonial,.

## Distinctions
Katrina Hanse-Himarwa a été décorée du Most Distinguished Order of Namibia: First Class, en 2014, le jour de la commémoration de l'indépendance (Heroes' Day).